# Haczów (plaats)
Haczów is een dorp in het Poolse woiwodschap Subkarpaten. De plaats maakt deel uit van de gemeente Haczów en telt 3370 inwoners (2006).
De Kerk van Maria-Hemelvaart en Sint Michaël de Aartsengel maakt deel uit van de werelderfgoedinschrijving Houten kerken van zuidelijk Małopolska.